# Marion Beckerová
Marion Beckerová rozená Marion Steinerová (* 21. ledna 1950 Hamburk) je západoněmecká atletka, která soutěžila hlavně v hodu oštěpem.
Na letních olympijských hrách v roce 1972 soutěžila v oštěpu, kde reprezentovala Rumunsko.
Startovala za Západní Německo v letních olympijských hrách 1976 v hodu oštěpem, kde získala stříbrnou medaili hodem 67,2 m.